# Њу Хејвен (Мичиген)
Њу Хејвен (енгл. New Haven) град је у америчкој савезној држави Мичиген.

## Демографија
По попису из 2010. године број становника је 4.642, што је 1.571 (51,2%) становника више него 2000. године.
| Група             | 2000.         | 2010.         |
| Белци             | 2.245 (73,1%) | 3.405 (73,4%) |
| Афроамериканци    | 582 (19,0%)   | 786 (16,9%)   |
| Азијати           | 3 (0,1%)      | 22 (0,5%)     |
| Хиспаноамериканци | 117 (3,8%)    | 223 (4,8%)    |
| Укупно            | 3.071         | 4.642         |